# Marinewerft Sasebo
Die Marinewerft Sasebo (japanisch 佐世保海軍工廠 Sasebo kaigun kōshō) war eine der vier wichtigen Marinewerften, die der Kaiserlichen Japanischen Marine gehörten und von dieser betrieben wurden.

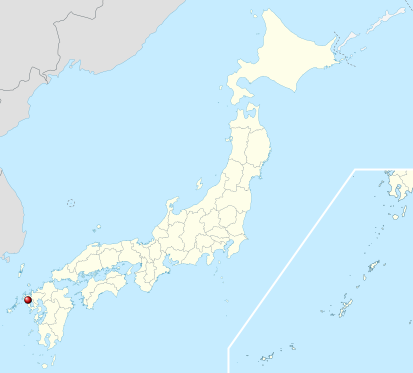
Lage der Marinewerft Sasebo

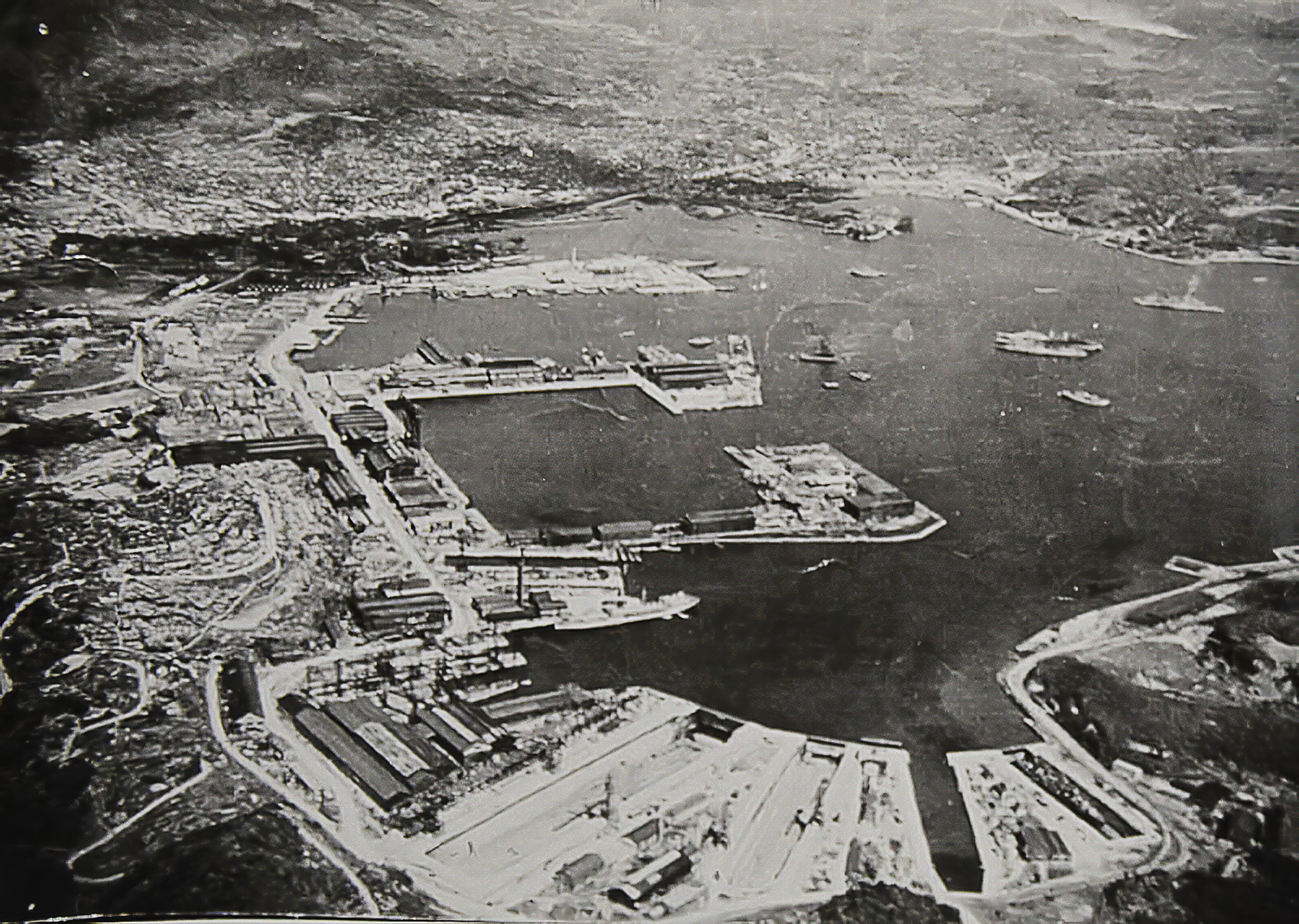
Marinewerft Sasebo

## Geschichte

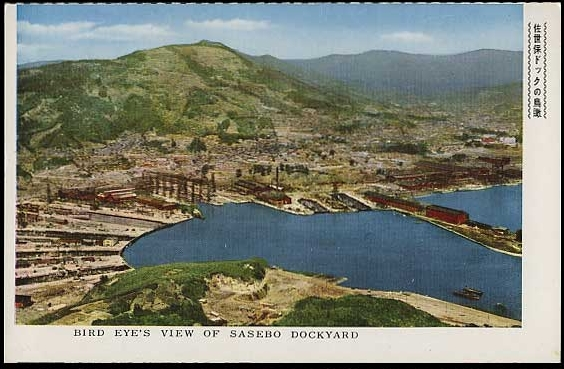
Sasebo Naval Arsenal (Postkarte, etwa 1930)

1886 wurde der sog. Marinebezirk Sasebo im Hafen der Stadt Sasebo, Präfektur Nagasaki im Westen der Insel Kyūshū, als dritter der für die Verteidigung der japanischen Hauptinseln verantwortlichen Marinebezirke gegründet. Nach der Errichtung des Marinestützpunkts wurde 1889 eine Schiffsreparaturanlage mit Trockendock errichtet. Mit der Ergänzung von Ausrüstungen und Einrichtungen für die Schiffsproduktion bis 1897 wurde die Sasebo Schiffswerft offiziell gegründet und 1903 in Marinewerft Sasebo umbenannt. Der Bau der Werft wurde von dem französischen Ingenieur Louis-Émile Bertin überwacht.
1913 wurde ein 250-Tonnen-Kran installiert und die Schiffbauanlage erweitert, um den Bau großer Kriegsschiffe zu ermöglichen. Mit der Stilllegung der Marinewerft Maizuru aufgrund der Beschränkungen des Washingtoner Marinevertrags wurde ein Großteil der Konstruktions- und Prototypenarbeiten für neue Klassen von Zerstörern und Torpedobooten, die früher in Maizuru durchgeführt wurden, nach Sasebo verlagert. Die Anlagen in Sasebo wurden auch für den Umbau der Akagi und Kaga von Schlachtschiffen zu Flugzeugträgern genutzt.
Die Kaiserlich Japanische Marine beschäftigte auf dem Höhepunkt des Zweiten Weltkriegs etwa 50.000 Menschen auf der Marinewerft, um Zerstörer, Leichte Kreuzer, U-Boote und andere Marineschiffe zu konstruieren, zu bauen und umzurüsten. Zugleich produzierte die 21. Marineluftwerft (Jap: Dai-Nijuichi Kaigun Kokusho) an ihren Standorten in Sasebo und im nahegelegenen Ōmura insgesamt 966 Flugzeuge. Die Anlagen in Sasebo wurden während des Pazifikkrieges auch für Reparaturen an den Schlachtschiffen Yamato und Musashi genutzt. Von Juni bis August 1945 kam es mehrfach zu Luftangriffen durch die United States Army Air Forces auf die Marinewerft und das Stadtgebiet von Sasebo.
Nach der Kapitulation Japans landete am 22. September 1945 die 5th Marine Division in Sasebo. Im Juni 1946 wurde die „United States Fleet Activities Sasebo“ als Stützpunkt der US Navy offiziell auf einem Teil der ehemaligen Marinewerft Sasebo gegründet. In der Folge spielte der Stützpunkt eine wichtige Rolle zum Beispiel zur Unterstützung der US-Marineoperationen während des Koreakrieges und wird bis heute von der US Navy genutzt.
Der verbleibende Teil der Werften ging mit der Gründung der Sasebo Heavy Industries Co., Ltd. im Jahr 1946 in zivile Leitung über. Sasebo Heavy Industries ist einer der wenigen bis heute aktiven Schiffbauer Japans.

## Auf der Marinewerft Sasebo gebaute Marineschiffe (Auswahl)

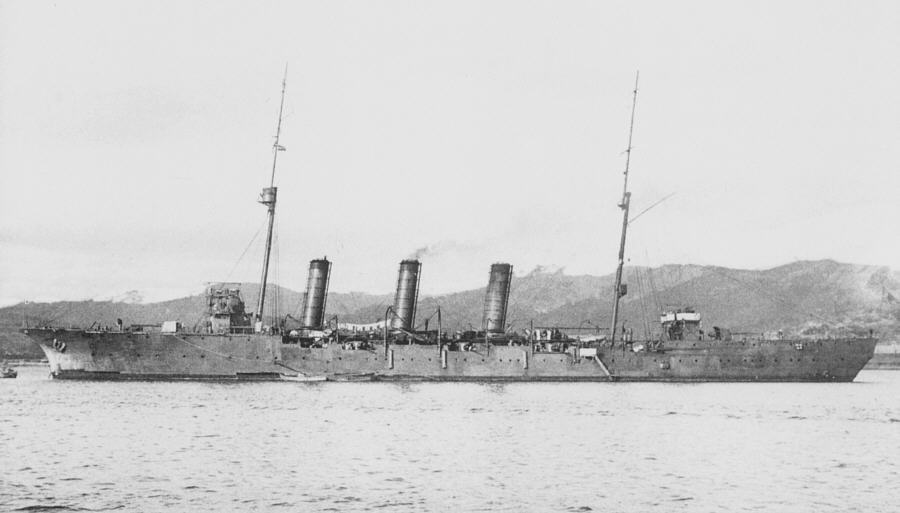
Kreuzer Tone im Jahr 1918

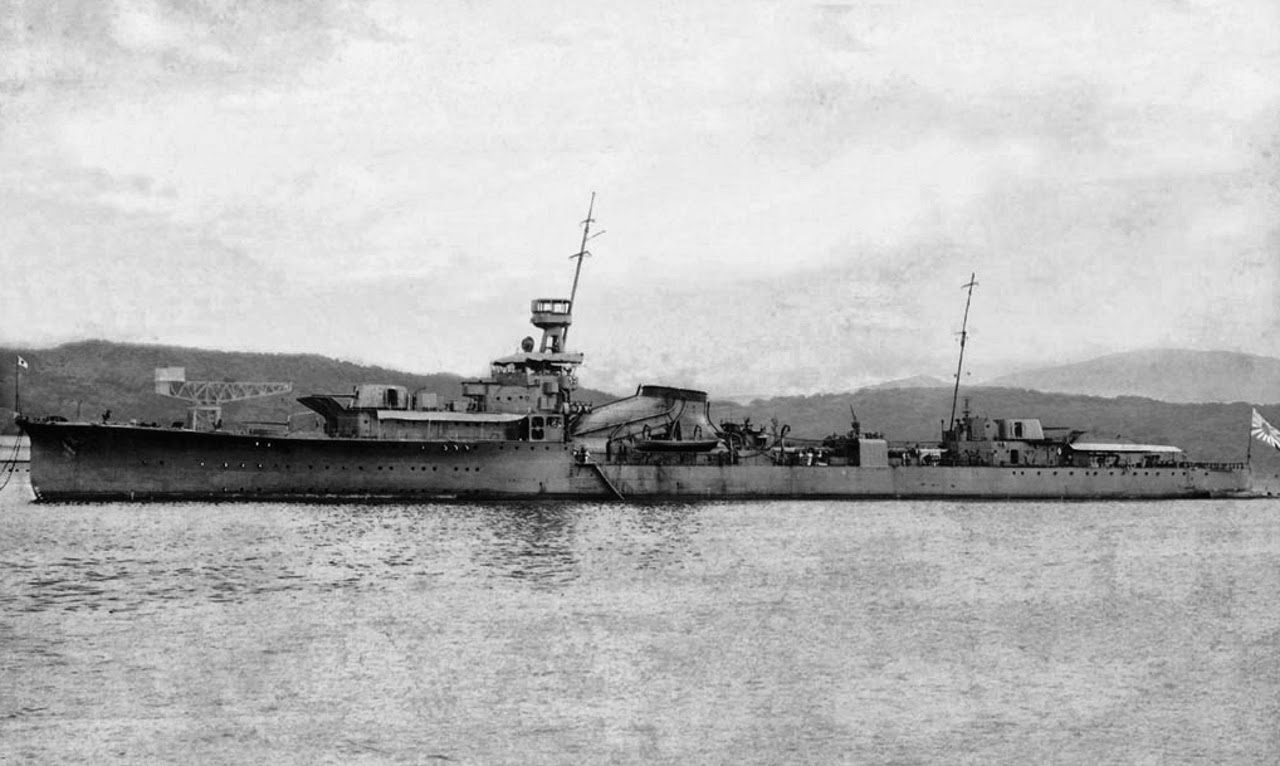
Die Yūbari 1923, am Tag ihrer Indienststellung in Sasebo

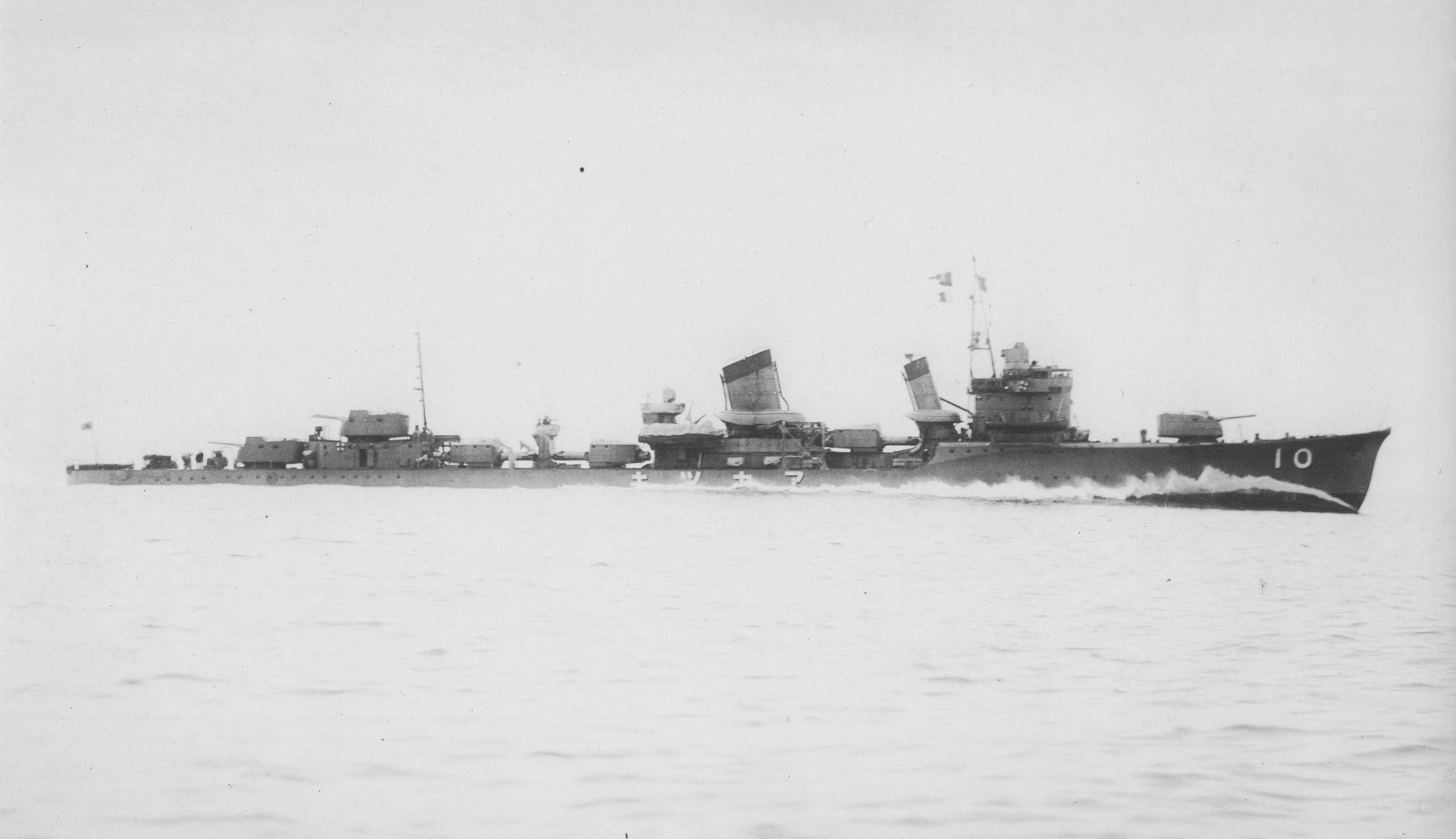
Zerstörer Akatsuki im Januar 1937

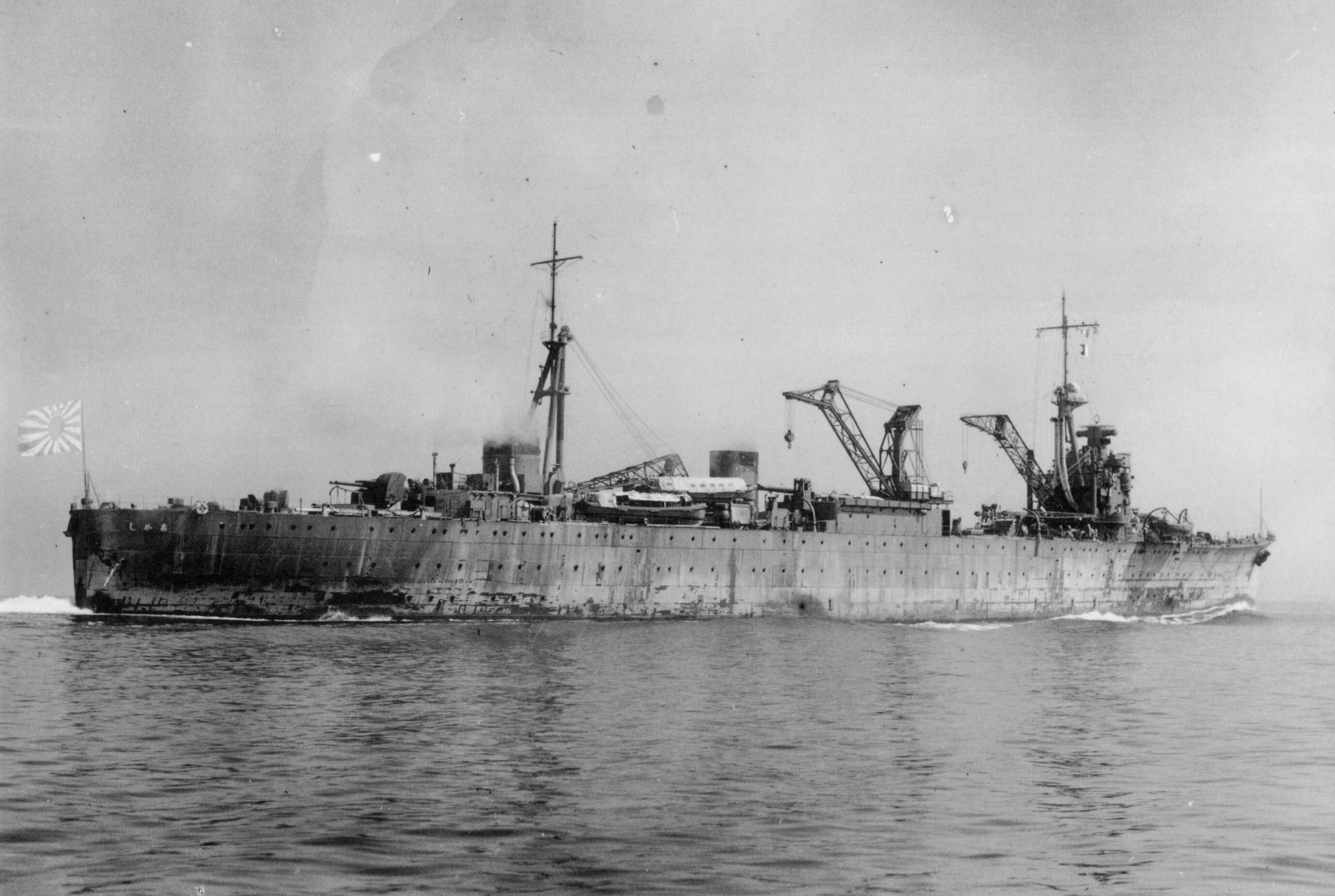
Werkstattschiff Akashi im Jahr 1939

### Kreuzer
- Tone
- Chikuma-Klasse: Chikuma
- Tenryū-Klasse: Tatsuta
- Kuma-Klasse: Kuma, Kitakami
- Nagara-Klasse: Nagara, Yura
- Yūbari
- Agano-Klasse: Agano, Yahagi, Sakawa

### Zerstörer
- Kamikaze-Klasse (1905): Yūgure, Yūdachi, Mikazuki, Nowaki
- Kaba-Klasse: Sakaki
- Arabe-Klasse: Hova, Kabyle
- Momo-Klasse: Momo, Yanagi
- Enoki-Klasse: Maki, Keyaki
- Kamikaze-Klasse (1922): Yūnagi
- Mutsuki-Klasse: Mutsuki, Mikazuki
- Fubuki-Klasse: Shinonome, Uranami, Asagiri, Akebono, Oboro
- Akatsuki-Klasse: Akatsuki
- Hatsuharu-Klasse: Hatsuharu, Wakaba
- Shiratsuyu-Klasse: Shiratsuyu, Yūdachi
- Asashio-Klasse (1936): Asashio, Natsugumo
- Kagerō-Klasse: Yukikaze, Isokaze
- Akizuki-Klasse (1942): Harutsuki, Natsuzuki, Michitsuki (nicht fertiggestellt)

### U-Boote
- Junsen-B1-Klasse: I-27, I-32, I-34, I-38, I-39, I-43, I-45
- Junsen-C-Klasse: I-18, I-24, I-46, I-47, I-48
- I-400-Klasse: I-401, I-402
- Kaidai-Klasse: I-154, I-60, I-63, I-166, I-70, I-174
- Kaichū-Klasse: Ro-24, Ro-25, Ro-26, Ro-28, Ro-37, Ro-42

### Sonstige
- Kaibōkan: Hachijo, Kuga, Shiga
- Kanonenboote: Toba, Saga
- Minensuchboote: Sōkaitei Nr.5
- Minenleger: Kamishima, Awashima
- Landungsschiffe: Yusōkan Nr.133, Yusōkan Nr.140, Yusōkan Nr.141
- Werkstattschiff: Akashi
- Seeflugzeugträger/Versorger Notoro